# Atletiek op de Paralympische Zomerspelen
Atletiek is een van de sporten die op het programma van de Paralympische Spelen staan. De sport is toegankelijk voor sporters met een bepaalde lichamelijke handicap. De sport staat onder auspiciën van het Internationaal Paralympisch Comité (IPC). Tijdens de Paralympische Spelen van 2008 is atletiek de sport waar de meeste onderdelen in worden gehouden: 160 keer.

## Materiaal
Het is atleten toegestaan om specifieke hulpmiddelen te gebruiken. Deze moeten dan wel voldoen aan de eisen die door het IPC zijn opgesteld.
- Wheeler Rolstoel; speciale race-rolstoelen worden gebruikt voor de looponderdelen
- Prothesen; beenprothesen zijn bij de baanonderdelen verplicht, bij de veldonderdelen optioneel
- Touw wordt gebruikt om de visueel beperkte lopers vast te maken aan hun begeleider
- Akoestische hulpmiddelen of een assistent zijn toegestaan bijvoorbeeld ter indicatie van de afzetlocatie bij de springonderdelen en de werpzone bij de werpnummers.

## Classificatie
Atleten worden in klassen ingedeeld op basis van het type en mate van hun beperking. Dit classificatiesysteem maakt het mogelijk dat sporters met eenzelfde mate van functioneren, met elkaar kunnen strijden. Het classificatiesysteem is in de loop der jaren regelmatig veranderd.
De huidige classificatie sinds Sydney 2000 is als volgt ingedeeld:
- 11–13: atleten met een visuele beperking
- 20: atleten met een intellectuele beperking (Sinds Sydney 2000 niet meer actief tijdens de Paralympics)
- 32–38: atleten met een hersenverlamming: 32-34: rolstoel; 35-38: lopend
- 40–46: atleten met een amputatie en sporters met beperkingen die niet tot een andere categorie behoren; de zogenaamde "les autres" waaronder atleten met dwerggroei, multiple sclerose of afwijkingen aan de ledematen zoals bijvoorbeeld veroorzaakt door softenon.
- 51–54: rolstoelgebonden atleten veroorzaakt door verlamming van de onderste ledematen of amputatie.

De klassen worden sinds Atlanta 1996 voorafgegaan door een letter "T" (baan), "F" (veld) of "P" (meerkamp).

## Disciplines
Er zijn op de Paralympische Zomerspelen bij de atletiek door de jaren heen verschillende en soms bijzondere disciplines beoefend. Heden ten dage zijn de disciplines gelijk aan die van de reguliere atletiek.
|                      | 1960 | 1964 | 1968 | 1972 | 1976 | 1980 | 1984 | 1988 | 1992 | 1996 | 2000 | 2004 | 2008 | 2012 | 2016 | 2020 | 2024 | 2028 |
| -------------------- | ---- | ---- | ---- | ---- | ---- | ---- | ---- | ---- | ---- | ---- | ---- | ---- | ---- | ---- | ---- | ---- | ---- | ---- |
| Afstandswerpen       |      |      |      |      |      |      | X    | X    |      |      |      |      |      |      |      |      |      |      |
| Cross country        |      |      |      |      |      |      | X    | X    |      |      |      |      |      |      |      |      |      |      |
| Discuswerpen         |      | X    | X    | X    | X    | X    | X    | X    | X    | X    | X    | X    | X    | X    | X    |      |      |      |
| Estafette            |      |      | X    | X    | X    | X    | X    | X    | X    | X    | X    | X    | X    | X    | X    |      |      |      |
| Hardlopen            |      |      |      |      | X    | X    | X    | X    | X    | X    | X    | X    | X    | X    | X    |      |      |      |
| Hink-stap-springen   |      |      |      |      |      | X    | X    | X    | X    | X    | X    | X    | X    | X    |      |      |      |      |
| Hoogspringen         |      |      |      |      | X    | X    | X    | X    | X    | X    | X    | X    | X    | X    | X    |      |      |      |
| Kegelwerpen          | X    | X    | X    |      | X    | X    | X    | X    | X    | X    | X    | X    | X    | X    | X    |      |      |      |
| Kogelstoten          | X    | X    | X    | X    | X    | X    | X    | X    | X    | X    | X    | X    | X    | X    | X    |      |      |      |
| Koning van de sprint |      |      |      |      |      |      | X    |      |      |      |      |      |      |      |      |      |      |      |
| Marathon             |      |      |      |      |      |      | X    | X    | X    | X    | X    | X    | X    | X    | X    |      |      |      |
| Medicijnbalwerpen    |      |      |      |      |      |      | X    |      |      |      |      |      |      |      |      |      |      |      |
| Precisiekegelwerpen  |      |      |      |      | X    |      |      |      |      |      |      |      |      |      |      |      |      |      |
| Precisiespeerwerpen  | X    |      | X    | X    | X    |      |      |      |      |      |      |      |      |      |      |      |      |      |
| Precisievoetbal      |      |      |      |      | X    |      |      |      |      |      |      |      |      |      |      |      |      |      |
| Precisiewerpen       |      |      |      |      |      |      | X    | X    |      |      |      |      |      |      |      |      |      |      |
| Rolstoelestafette*   |      | X    |      |      |      |      |      |      |      |      |      |      |      |      |      |      |      |      |
| Slagbal              |      |      |      |      |      |      |      | X    |      |      |      |      |      |      |      |      |      |      |
| Slalom               |      | X    | X    | X    | X    | X    | X    | X    |      |      |      |      |      |      |      |      |      |      |
| Speerwerpen          | X    | X    | X    | X    | X    | X    | X    | X    | X    | X    | X    | X    | X    | X    | X    |      |      |      |
| Verspringen          |      |      |      |      | X    | X    | X    | X    | X    | X    | X    | X    | X    | X    | X    |      |      |      |
| Vijfkamp             | X    | X    | X    | X    | X    | X    | X    | X    | X    | X    | X    | X    | X    |      |      |      |      |      |
| Voetbalafstand       |      |      |      |      | X    |      |      |      |      |      |      |      |      |      |      |      |      |      |
| Wheelen*             |      | X    | X    | X    |      |      |      |      |      |      |      |      |      |      |      |      |      |      |

*Sinds 1968 valt de discipline rolstoelestafette binnen de discipline estafette, en sinds 1976 valt de discipline wheelen binnen de loopdisciplines: hardlopen en marathon. Tegenwoordig bekend als de klassen 51 t/m 54.

## Geschiedenis
Atletiek staat sinds de eerste Paralympische Spelen (1960) op het programma. Bij de eerste editie werd er gesport in 5 disciplines in 3 klassen. In 2008 waren er 11 disciplines bij de mannen en 7 bij de vrouwen en worden in totaal 160 gouden medailles uitgedeeld. In 1984 stond er voor het eerst een gemengd onderdeel op het programma: de 3x60 meter estafette. In 1988 stond er alweer voor het laatst een gemengde estafette op het programma: de 4x100 meter.